# Acto de Traso
El Acto de Traso aparece intercalado en el acto XIX de la Tragicomedia de Calisto y Melibea (La Celestina) en la impresión de Toledo de 1526, aunque se suele suprimir de las ediciones modernas. En él se narra la intervención de Traso, personaje ausente en toda la obra y sólo mencionado por Centurio en el acto XVIII, que lo envía para entretener y molestar el tercer encuentro de los enamorados, evitando así su misión encomendada por Areúsa y Elicia de matar a Calisto. El fragmento es breve; Traso tan sólo mantiene una fugaz conversación con Sosia, quien lo espanta con su arma, revelando la débil personalidad del verdugo. En la edición de Valencia sólo se imprimen las réplicas amenazantes y a la vez burlescas de Sosia.